# Рождествено (Наро-Фоминский район)
Рождествено — деревня в Наро-Фоминском районе Московской области в 10 км от г. Верея. Входит в состав муниципального образования «Городское поселение Верея».
Деревня состоит из двух частей: старого и нового Рождествено. Новое Рождествено было построено в 1985 г. в качестве образцовой деревни при новопостроенной молочной ферме, молочные продукты с которой поставлялись в том числе в Можайский мясо-молочный комбинат. Ферма просуществовала вплоть до 1994 года, после чего всё поголовье скота было порезано на мясо. По состоянию на 29.10.2010 на территории бывшей фермы функционирует лесопилка.
Деревня Рождествено расположена неподалёку от р. Протвы, которая также протекает через г. Верея.
В новом Рождествено есть трансформаторная бутка, водокачка, канализация. Централизованное отопление, как и подводка горячей воды отсутствуют. В старом — только электричество. Канализация и водопровод отсутствуют, но вдоль улицы находятся колонки с водой.
В деревне также находится начальная школа (до 3-го класса), общественная баня, общежитие.
Недалеко от деревни находится заброшенный пионерский лагерь «Ясная горка» и дом отдыха.